# Črni potok (Gradaščica)
Črni potok je desni pritok potoka Žerovnikov graben, ki je levi pritok reke Gradaščice. Izvira v Polhograjskem hribovju (južno pobočje Katarine nad Ljubljano) zahodno od Ljubljane. Sodi v porečje Ljubljanice.